# Halima Aden
Halima Aden (Kakuma, 19 settembre 1997) è una modella statunitense di origine somala, nota per essere stata la prima donna a indossare un hijab al concorso Miss Minnesota USA, dove è stata semifinalista. Dopo la sua partecipazione al concorso e in seguito all'attenzione ricevuta all'interno dei confini nazionali, ha firmato per IMG Models.

## Biografia
Di nazionalità somala, nata nel campo profughi di Kakuma in Kenya, si è trasferita negli Stati Uniti all'età di sei anni, stabilendosi a St. Cloud, nel Minnesota. Ha frequentato la Apollo High School dove i suoi compagni di classe l'hanno votata come reginetta della scuola, proseguendo poi alla St. Cloud State University.

### Vita privata
Il contratto di modella di Aden prevede di indossare il hijab, poiché lo ha reso una parte non negoziabile del suo lavoro.
Aden ha parlato delle difficoltà che deve affrontare nell'ottenere lavori da modella che si adattino al fatto che indossa l'hijab. Ha descritto le esperienze positive come con Max Mara, dove i look sono stati progettati appositamente per lei, considerando le sue scelte di abbigliamento. Aden ribadisce che non ha bisogno di conformarsi agli standard della società per essere una modella di successo.

## Carriera
Nel 2016, Aden ha ricevuto l'attenzione dei media nazionali dopo aver partecipato al concorso Miss Minnesota USA, diventando la prima concorrente a indossare un burkini e un hijab. Alcuni analisti hanno interpretato questo come un passo verso una maggiore diversità nel settore della moda.
L'anno successivo Halima Aden ha firmato un contratto triennale (con possibilità di rinnovo) con l'agenzia IMG Models. Nel febbraio 2017, ha debuttato alla settimana della moda di New York per Yeezy Season 5. In seguito è stata giudice preliminare e televisiva del concorso Miss USA 2017.
Da allora ha sfilato per numerosi stilisti, tra cui Max Mara e Alberta Ferretti, ha partecipato alla Milano Fashion Week 2016 e alla London Modest Fashion Week. Ha posato per American Eagle e Glamour UK ed è apparsa sulla copertina di CR Fashion Book. Aden è stata la prima modella ad indossare il hijab nelle sfilate sulle passerelle internazionali e ad essere sotto contratto per una grande agenzia. A giugno 2017, è diventata la prima modella ad indossare il hijab sulla copertina di Vogue Arabia, Allure e Vogue UK.
A maggio 2019, Aden è diventata la prima modella a indossare il hijab e il burkini in Sports Illustrated Swimsuit, portando ulteriormente il settore della moda ad essere più inclusivo dei musulmani. Sul suo profilo Instagram Aden ha dichiarato che la sua apparizione in Sports Illustrated invia un messaggio sia alla sua comunità che al mondo che "le donne di ogni diversa estrazione, aspetto, educazione … possono stare insieme ed essere celebrate". Halima Aden è diventata la prima donna di colore con il hijab a comparire sulla copertina della rivista Essence, nel numero di gennaio-febbraio 2020.
Una volta entrata nel mondo del fashion design, Aden ha collaborato con il marchio di abbigliamento Modanisa, per disegnare la sua collezione di turbanti e scialle. In un'intervista al Teen Vogue, Aden ha affermato che la sua collezione è per tutti, che indossino il hijab o no.